# 박현수 (1993년)
박현수(1993년 2월 6일~)는 대한민국의 성악가이다.

## 개요
경희대학교에서 성악을 전공했고, 성부는 바리톤. 팝페라 그룹 에클레시아와 필로스에서 활동했으며, 이 때에는 테너의 음역대를 소화하기도 했다. 2020년 JTBC의 크로스오버 남성 사중창 그룹 결성 오디션 프로그램 팬텀싱어 시즌 3에 출연해 레떼아모르의 멤버로 결승에 진출, 3위를 차지하였다.

## 학력
- 경희대학교 성악과

## 활동 그룹
- 필로스
- 에클레시아
- 2020~ 레떼아모르 (Letteamor)

## 오페라
- 코지 판 투테 (Cosi fan tute)
- 쟌니 스키키 (Gianni Schicchi)

## 방송

### TV
- 2020. 4~7. JTBC 《팬텀싱어》 시즌 3
- 2020. 9. JTBC 《히든싱어》 - 레떼 아모르 출연
- 2020. 9. KBS 《열린 음악회》 - 레떼 아모르 출연
- 2021. 1. KBS 《열린 음악회 - 신년특집》 - 레떼아모르 출연
- 2021. 1. JTBC 《팬텀싱어 3 갈라콘서트》
- 2021. 1. ~ 4. JTBC 《팬텀싱어 올스타전》 - 레떼아모르 출연
- 2021. 1. SBS 《신년특집 세기의 대결 AI vs 인간》 - 레떼아모르 출연
- 2021. 5. TBS 《518 민주화 운동 기념식》 - 레떼아모르 출연
- 2021. 5. KBS 《열린 음악회》 - 레떼 아모르 출연
- 2021. 6. KBS 《아침마당 - [월요토크쇼 명불허전] 4인 4색 천상의 하모니》- 레떼아모르 출연
- 2021. 7. KBS 《유희열의 스케치북》- 레떼아모르 출연
- 2021. 8.  KBS 8.15 특별기획 <해양영토 더 큰 대한민국> - 레떼아모르 출연
- 2021. 8. KBS 《열린 음악회》- 레떼아모르 출연
- 2021. 8. 광주MBC 》문화콘서트 난장》 - 레떼 아모르 출연
- 2021. 10. KBS 《열린 음악회》- 레떼아모르 출연
- 2022. 1~2. MBC 《복면가왕》- 아빠는 월급쟁이 출연
- 2023. 10~ MBN 《오빠시대》

### 라디오
- 2020. 8. 네이버 Now 《라비의 퀘스천마크》 - 레떼 아모르 출연
- 2020. 8. EBS FM 《이승열의 세계음악기행》 - 레떼 아모르 출연
- 2020. 9. SBS 러브 FM 《이숙영의 러브FM》 - 레떼 아모르 출연
- 2020. 9. EBS FM 《정세운의 경청 - 가을밤 미니 콘서트 Fall in Love with 레떼 아모르》 - 레떼 아모르 출연
- 2020. 9. 네이버 Now 《점심 어택》 - 레떼 아모르 출연
- 2020. 10. SBS 파워FM 《두시탈출 컬투쇼》 - 레떼 아모르 출연
- 2020. 10. SBS 파워FM 《최화정의 파워타임》 - 레떼 아모르 출연
- 2020. 12. SBS 파워FM 《최화정의 파워타임》 - 레떼 아모르 출연
- 2021. 4. 네이버 Now 《점심 어택》 - 레떼아모르 출연
- 2021. 6. 네이버 Now 《쌩수다》 - 레떼아모르 출연
- 2021. 6. TBS eFM 《스윗 랑데뷰》 - 레떼아모르 출연
- 2021. 6. 네이버 Now 《퀘스천마크》 - 레떼아모르 출연
- 2021. 7. SBS 파워FM 《김영철의 파워 FM》 - 레떼아모르 출연
- 2021. 7. EBS FM 《이승열의 세계음악기행》 - 레떼아모르 출연
- 2021. 9. 네이버 NOW 《점심 어택》 - 레떼 아모르 출연
- 2021. 9. 네이버 Now 《응수CINE》- 레떼아모르 출연

## 콘서트
- 2020. 8. 팬텀싱어 갈라콘서트(서울, 대구)
- 2020. 10. 팬텀싱어 갈라콘서트 (일산, 부산)
- 2020. 11. 팬텀싱어 앙코르 갈라콘서트 (서울)
- 2020. 12. BMW 언택트 콘서트 BMW YEAR-END UNTACT CONCERT (서울)
- 2021. 3. 올 댓 베토벤 & 팬텀 (서울)
- 2021. 3. 2021 DEAR LOVE : Day & Night with 박현수 (서울)
- 2021. 4 ~ 6. 레떼아모르 단독콘서트 YOU＇RE MY EVERYTHING (고양, 성남, 수원, 대전, 부산 각 2회)
- 2021. 5. Voice of Phantom (서울)
- 2021. 5 / 6. 팬텀싱어 올스타전 갈라 콘체르토 (서울)
- 2021. 6. 파리를 사랑하는 이유 오페라 & 뮤지컬 (서울)
- 2021. 6. 하트하트오케스트라의 2021 마스터즈 시리즈 (용인)
- 2021. 7. 미니앨범 발매 기념 콘서트 <Wish> (서울)
- 2021. 8. Summer Breeze 박현수의 캬라멜 마키아토 (서울)
- 2021. 8. 팬텀 오브 디 오케스트라 (서울)
- 2021. 8 / 9. 2021 디즈니 인 콘서트 : A Dream is a Wish (인천, 부산, 서울)
- 2021. 9. <The Most Beautiful Thing> with 레떼아모르
- 2022. 12. <광명장애청년 다소니&루멘챔버오케스트라의 제 5회 정기연주회> (광명)
- 2021. 12. <Great Adios 2021 with Letteamor> (서울 3회)
- 2022. 2. <다시, 봄> (원주)
- 2022. 4. 박현수 <자화상> (서울)
- 2022. 12. 브로맨스 콘서트 (남양주)

## 음원 및 음반 발매
- 2020 JTBC <팬텀싱어> 디지털 싱글 음원 《Dicitencello vuie》, 《Human》, 《Dettagli》, 《La Tua Semplicità》, 《Senza Luce》, 《You and I (Vinceremo)》, 《High and Dry》, 《Oceano》, 《Love will never end》
- 팬텀싱어 올스타전 디지털 싱글 음원 《Story of my life》, 《내 생애에 아름다운》, 《Always》, 《You》, 《태양을 피하는 방법》
- 2021 《너를 두고》
- 2021. 6. 소속그룹 레떼아모르 미니앨범 <WISH>
- 2021. 12. 《구름 구름 구름》
- 2021. 12. 소속그룹 레떼아모르 디지털 싱글 <이 별 빛>
- 2022. 2. 《Regent’s Park》
- 2022. 12. 《Lovely Night》